# 懐石
懐石（かいせき）は、日本料理の一種で、本来茶の湯会の主催者である亭主が来客をもてなす料理をいい、禅寺の古い習慣である懐石にその名を由来する（詳細は歴史の節を参照）。
懐石料理とも呼ばれる。懐石を弁当にしたものを点心という。

## 歴史
懐石とは茶の湯の食事であり、正式の茶事において、「薄茶」「濃茶」を喫する前に提供される料理のことである。利休時代の茶会記では、茶会の食事について「会席」「ふるまい」と記されており、本来は会席料理と同じ起源であったことが分かる。江戸時代になって茶道が理論化されるに伴い、禅宗の温石に通じる「懐石」の文字が当てられるようになった。懐石とは冬期に蛇紋岩・軽石などを火で加熱したものや温めたコンニャクなどを布に包み懐に入れる暖房具（温石）を意味する。
「懐石」が料理に結び付く経緯は諸説ある。一に修行中の禅僧が寒さや空腹をしのぐ目的で温石を懐中に入れたことから、客人をもてなしたいが食べるものがなく、せめてもの空腹しのぎにと温めた石を渡し、客の懐に入れてもらったとする説。また老子の『徳経』（『老子道徳経』　下篇）にある被褐懐玉の玉を石に置き換えたとする説などである。
天正年間には堺の町衆を中心としてわび茶が形成されており、その食事の形式として一汁三菜（或いは一汁二菜）が定着した。これは『南方録』でも強調され、「懐石」＝「一汁三菜」という公式が成立する。また江戸時代には、三菜を刺身（向付）、煮物椀、焼き物とする形式が確立する。さらに料理技術の発達と共に、「もてなし」が「手間をかける」ことに繋がり、現在の茶道や料亭文化に見られる様式を重視した「懐石」料理が完成した。なお、『南方録』以前に「懐石」という言葉は確認されておらず、同書を初出とする考えがある。

## 懐石と会席料理
現代では茶道においても共通する客をもてなす本来の懐石の意味が廃れ、茶事の席上で空腹のまま刺激の強い茶を飲むことを避け、茶をおいしく味わう上で差し支えのない程度の軽食や類似の和食コース料理を指すといった実利的な意味に変化している。（空腹のまま刺激の強い茶を飲むと胃を激しく刺激され出血することがある。兵糧攻めで空腹の蒲生氏郷が伊達政宗に煮え湯のような熱い茶をわざと振る舞われ、毒を盛られたと勘違いした戦国期のエピソードがある。）
懐石料理は茶事以外の場、例えば料亭や割烹などの日本食を扱う料理店を初めとして様々な飲食店で提供される饗応料理である会席料理と同じ「カイセキ」の発音の混同を防ぐため、茶事を目的とする本来の懐石を特に「茶懐石」と表して区別することもある。
懐石と会席料理は音が共通するため、しばしば混同されるが、両者は全く別のものであり、料理を提供する目的も異なっている。懐石は茶事の一環であり、茶を喫する前に出される軽い食事で、酒も提供されるが、目的は茶をおいしく飲むための料理である。一方、会席料理は本膳料理や懐石をアレンジして発達したもので、酒を楽しむことに主眼がある。料理の提供手順も異なっているが、顕著に異なるのは飯の出る順番である。懐石では飯と汁は最初に提供されるが、会席料理では飯と汁はコースの最後に提供される。
また一人一人に料理を盛って供され、茶席のように取り回し時に特別の作法を言われぬことなど、総じて料理屋でいただく会席料理は打ち解けたものであることが多い。また料理店によっては料理のみを提供し、料理の後に薄茶の提供がないこともままある。加えて、懐石料理は本来量が少なかったことから、量の少ないコース料理全般を懐石と呼ぶ傾向があり洋風懐石や欧風懐石といった名称の料理が存在する。
なお、「懐石」には「料理」の意味も含まれているため「懐石料理」とするのは重言となるとの向きもある。

## 懐石の流れ

### 正午の茶事の懐石
正午の茶事の懐石を想定して、流れを説明する。なお、流派等によって若干の違いがある。
飯、汁、向付
飯碗、汁碗、向付を乗せた折敷（おしき、脚のない膳）を亭主自ら運び、客に手渡す。客側から見て、膳の手前左に飯椀、手前右に汁椀、奥に向付が置かれ、手前に利休箸（両端が細くなった杉箸）を添える。箸置は用いず、箸は折敷の縁に乗せかけてある。飯椀と汁椀は塗り物の蓋付き椀、向付は陶器製の皿を用いるのが普通である。飯椀には炊きたての柔らかい飯を少量盛り、汁椀の味噌汁も具が頭を出す程度に控えめの量にする。向付は一汁三菜の1菜目に当たるもので、お造り（刺身）などを盛る。飯は裏千家では一文字に形を整え、表千家ではふっくらと盛る。表千家では、飯は一口程度を後で出される湯漬け（後述）のために残しておく。汁は全て飲み切り、向付は後ほど酒が出された時に箸を付けるのがマナーとされている。
酒
客が汁を飲み終わった頃合を見て、亭主が銚子（または燗鍋）と盃台（客の人数分の盃が乗っている）を運び、客に酒を注ぐ。客はここで向付の肴に手を付ける。酒は懐石の中で3回ほど出される。
煮物
1献目の酒が出された後、一汁三菜の2菜目に当たる煮物碗が出される。煮物椀は飯椀や汁椀よりやや大きめの蓋付き椀を用いる。煮物は懐石のメインに相当する料理であり、しんじょ、麩、湯葉、野菜などを彩りよく盛り、すまし汁仕立てにすることが多い。煮物の前か後に飯次（飯器）が出される。人数分の飯が入っており、客は各自の飯椀にお替りの飯をよそう。また、亭主から汁替えが勧められ、味噌汁のお替りが運ばれる。
焼物
焼物は一汁三菜の3菜目に当たる。煮物椀が客一人一人に配られるのに対し、焼物は大きめの鉢に盛った料理（焼魚など）を取り回す。取り箸は青竹か白竹製で中節の取り箸を用いる。客は鉢からめいめいが食べる分を取り箸で取り分け、向付か煮物碗の蓋に取る。なお、焼物は重箱（引重）で出す場合もあり、その場合は重箱の下の段に焼物、上の段に香の物を入れる。このあたりで2度目の飯次が出され、2度目の汁替えも勧められるが、汁替えは客の方で断るのが通例となっている。また、煮物の後か焼物の後に亭主がふたたび銚子を持ち出し、2献目の酒が勧められる。酒は客同士で酌まれる。
預け鉢
現代の茶事では、一汁三菜に加え「預け鉢」あるいは「進め鉢」と称して、もう1品、炊き合わせなどの料理が出されることが普通である。これも焼物と同様に、大きめの鉢に盛り合わせた料理を天節（止節、節が持ち手の端にあるもの）の取り箸で取り分ける。なお、流派によっては「強肴（しいざかな）」と称する場合もある。
吸物
客（末客）は、空いた鉢、銚子、飯次などを給仕口の手前に返す。亭主は頃合いを見て、吸物椀を運ぶ。これは食事の最後に出される小さめの吸物で、味付けはごく薄く、「箸洗い」「すすぎ汁」とも称する。以後は盃事となる。なお、吸物椀の蓋は後ほど酒の肴を受けるために使用する。
八寸
八寸（約25cm）四方の杉の素木の角盆（これを八寸という）に、酒の肴となる珍味を2品（3品のこともある）、品よく盛り合わせる。2品の場合は、1つが海の幸ならもう1品は山の幸というように、変化をつけるのがならわしである。亭主は正客の盃に酒を注ぎ、八寸に盛った肴を正客の吸物椀の蓋を器として取り分ける（両細の取り箸が用いられ、それぞれの端が酒肴によって使い分けられる）。酒と肴が末客まで行き渡ったところで、亭主は正客のところへ戻り、「お流れを」と言って自分も盃を所望する。その後は亭主と客が1つの盃で酒を酌み交わす。亭主は正客の盃を拝借するのが通例である。正客は自分の盃を懐紙で清め、亭主はその盃を受け取り、そこに次客が酒を注ぐ。その次は、同じ盃を次客に渡し、亭主が次客に酒を注ぐ。以下、末客が亭主に、亭主が末客に酒を注ぎ終わった後、亭主は正客に盃を返し、ふたたび酒を注ぐ。このように、盃が正客から亭主、亭主から次客、次客から亭主、と回ることから、これを「千鳥の盃」と称する。
客が上戸の場合は、さらに「強肴」（しいざかな）と称される珍味が出される場合もある（強肴は「預け鉢」の前後に出される場合もあり、「預け鉢」そのものを「強肴」と称する流派もある）。
湯と香の物
納盃した後、湯桶（湯斗、湯次）と香の物が出される。湯桶には湯と共に「湯の子」が入っている。湯の子は飯の「おこげ」が本来だが、炒り米等で代用することもある。添えられた湯の子すくい（柄杓）で湯の子を取って飯椀と汁椀に入れた後、両碗に湯を注ぎ、飯椀に少量残しておいた飯で湯漬けをする。最後は湯を全部飲み切り、器を懐紙で清めて亭主に返す。これは禅寺の食事作法を取り入れたものである。
菓子（甘味）
食事の後に菓子が出される。菓子は縁高（ふちだか）と称する重箱に入っており、黒文字と称する木製の楊枝が添えられている。縁高は客の人数分重ねられ、1段に1個の菓子が入っている。正客は縁高の一番下の段を残し、残りを次客に送る（次客も同様にする）。菓子は懐紙に取り、黒文字を使って食する。

## 食器
利休時代までは主に漆器が用いられていたが、織部焼などの国産陶磁器の発達によって多様な器が用いられるようになった。
現在では懐石料理に用いる器は陶器、磁器、漆器、木器、ガラス器などがある。このうち飯椀・汁椀・吸い物椀などは漆器を用いるのが通例である。茶席においては主客より詰まで順次取り回し、八寸が出てのち亭主が同席して杯事がなされ、菓子ののち中立ちとなり、客はいったん待合へ退き銅鑼の合図で再び席入りするのが本来であるが、いわゆる大寄せ茶会においては別室で点心が供されることが多く、この場合中立ちなどは省かれる。

## 略式懐石

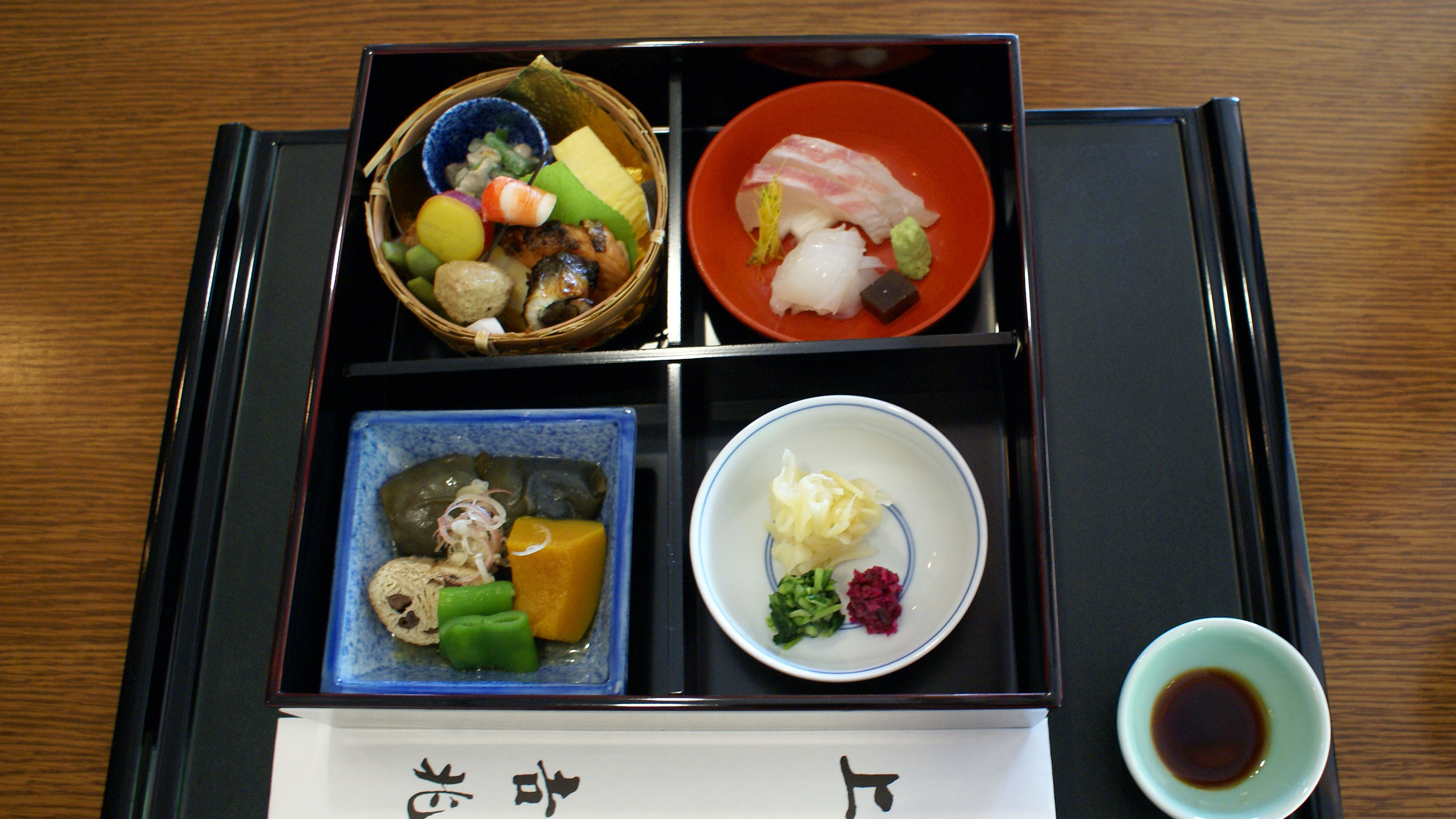
松花堂弁当の例（吉兆）

重箱を器として、懐石の一通りの献立を入れたもの。松花堂弁当もこれに該当する。

## 著名店
懐石料理で知られる店には京都南禅寺近くの「瓢亭」、同じく京都の「柿傳」、「辻留」（以上2店は仕出し）、大阪高麗橋の「吉兆」、滋賀県東近江市の「招福楼」、愛知県名古屋市の「八勝館」などがある。
これらの店では茶室を備え、茶事を行うことが可能な店もある。